# Gunnar Jansson (friidrottare)
Gunnar Jansson, född 13 oktober 1897 i Fellingsbro, Örebro län, död 15 december 1953 i Eskilstuna, Södermanlands län, var en svensk friidrottare (släggkastning och viktkastning). 
Han vann SM-guld i slägga åren 1931, 1933 till 1935 samt 1937. Han tävlade för IFK Eskilstuna.